# شماگی بولکوادزه
شماگی بولکوادزه (به گرجی: შმაგი ბოლქვაძე) ورزشکار مرد رشتهٔ کشتی فرنگی متولد۲۶ ژوئیهٔ ۱۹۹۴ در کشور گرجستان است.
وی در سال ۲۰۱۶ میلادی در بازی‌های المپیک ریو مدال برنز وزن ۶۶ کیلو این مسابقات را کسب کرد.

## المپیک ۲۰۱۶ ریو

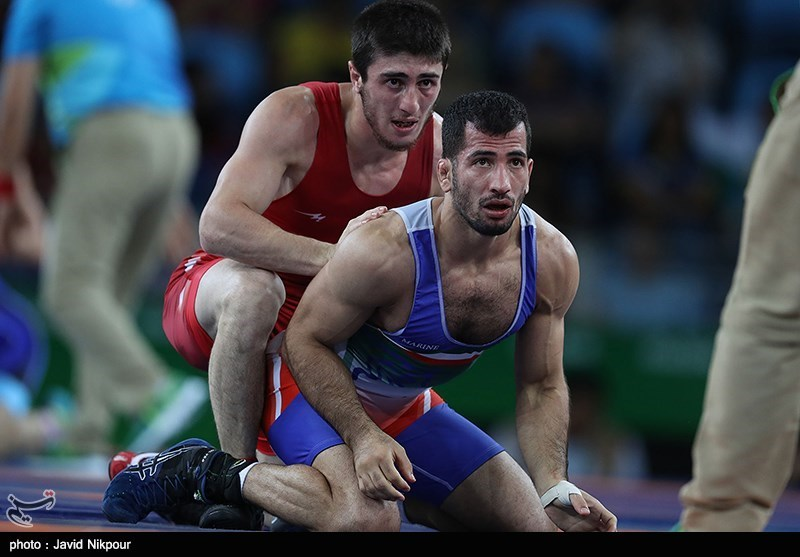
المپیک ۲۰۱۶ ریو

بولکوادزه در سال ۲۰۱۶ میلادی در المپیک ریو در وزن ۶۶ کیلو حاضر بود که در دورهای اول و دوم ترو والیماکی از فنلاند و امید نوروزی از ایران را شکست داد اما در نیمه نهایی به دوور اشتفانک از صربستان شکست خورد و به دیدار رده‌بندی رفت. وی در دیدار رده‌بندی اینوئه توموهیرو کشتی‌گیر ژاپنی را شکست داد و مدال برنز وزن ۶۶ کیلوگرم را بدست آورد.